# Rolando Uríos
Rolando Uríos Fonseca (ur. 27 stycznia 1971 w Bayamo) – kubański piłkarz ręczny grający na pozycji obrotowego, reprezentant Kuby, a następnie Hiszpanii.
Karierę sportową zakończył w 2009 roku.

## Sukcesy

### Reprezentacyjne
- 2005 –  mistrzostwo Świata
- 2006 –  wicemistrzostwo Europy

### Klubowe
- 2006, 2008, 2009 –  zwycięstwo w Lidze Mistrzów
- 2004, 2007, 2008, 2009 –  mistrzostwo Hiszpanii
- 2003, 2005, 2006 –  wicemistrzostwo Hiszpanii
- 2003, 2008 –  puchar Króla
- 2004, 2005, 2006, 2007, 2008 –  puchar ligi ASOBAL
- 2006, 2007, 2009 –  superpuchar Europy
- 2005, 2008 –  superpuchar Hiszpanii

## Nagrody indywidualne
- 1999: król strzelców mistrzostw Świata
- 2005, 2006, 2007: najlepszy obrotowy sezonu w Lidze ASOBAL
- 2006: najlepszy obrotowy mistrzostw Europy